# Heteroclitopus schulzei
Heteroclitopus schulzei är en skalbaggsart som beskrevs av Branco 1991. Heteroclitopus schulzei ingår i släktet Heteroclitopus och familjen bladhorningar. Inga underarter finns listade i Catalogue of Life.